# Sinagoga de Batumi
La sinagoga de Batumi (en georgiano: ბათუმის სინაგოგა) es una sinagoga la ciudad de Batumi en Ayaria, Georgia.En 2011, la sinagoga se añadió a la lista de monumentos nacionales de Georgia. 

## Historia
En el siglo XVIII, Bandza era un centro avanzado en el oeste de Georgia y muchos judíos se establecieron aquí. En el lugar se construyó una pequeña capilla y se abrió un cementerio judío. A principios del siglo XX se construyó una sinagoga, finalizada en 1910.  
En el censo ruso de 1897, se contaron 1179 judíos en Batumi. El templo fue construido por Semyon Vulkovich en 1904, similar a las sinagogas de La Haya y Ámsterdam pues estaba principalmente destinada a los judíos asquenazíes. La sinagoga fue utilizada como instalación deportiva durante la Unión Soviética y ha vuelto a funcionar como lugar de culto judío desde 1998. En 2001, la población judía de Batumi era de menos de 100 personas y en 2015, se transfirió el edificio de la sinagoga a propiedad de la comunidad judía.

## Galería

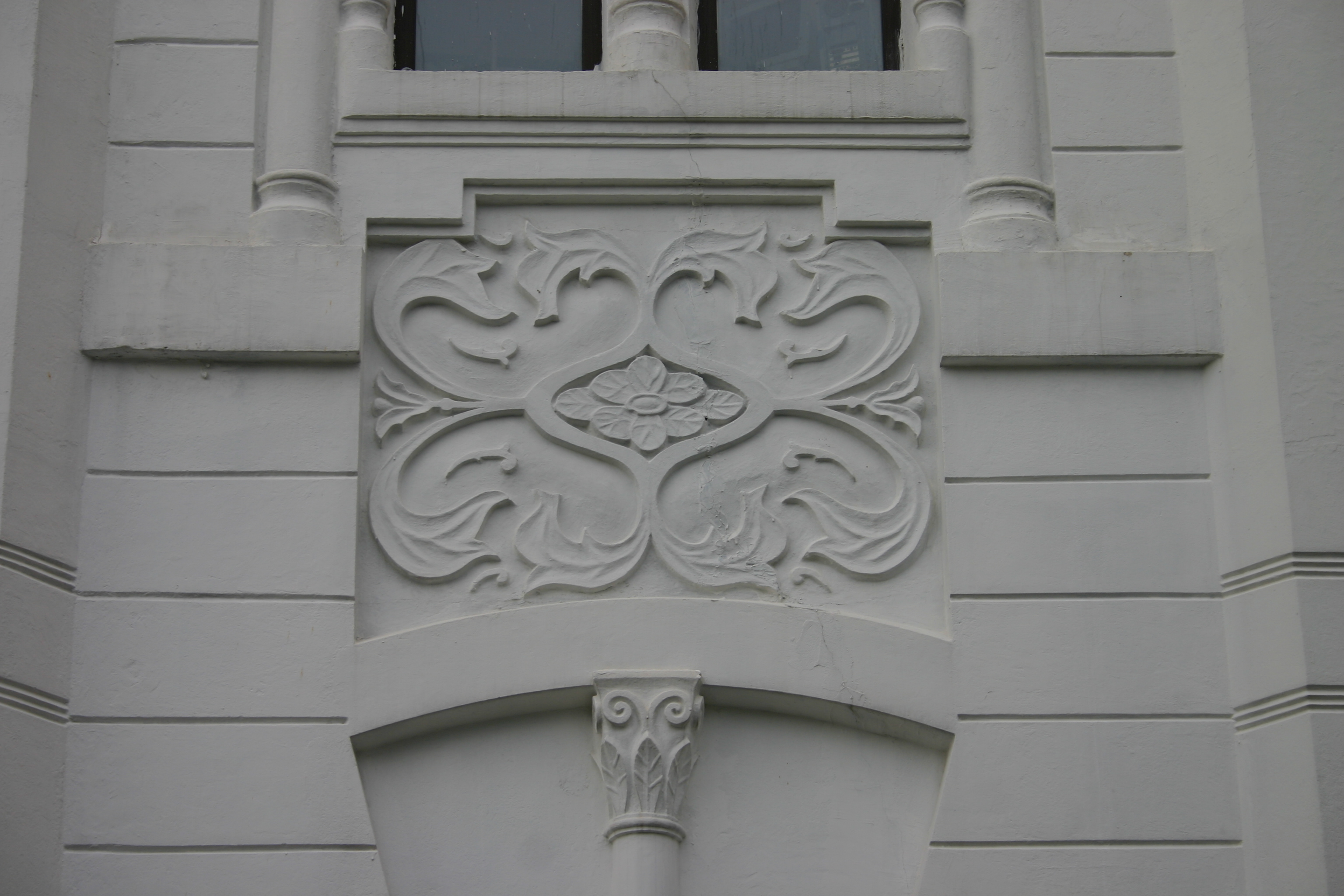
Detalles de la decoración
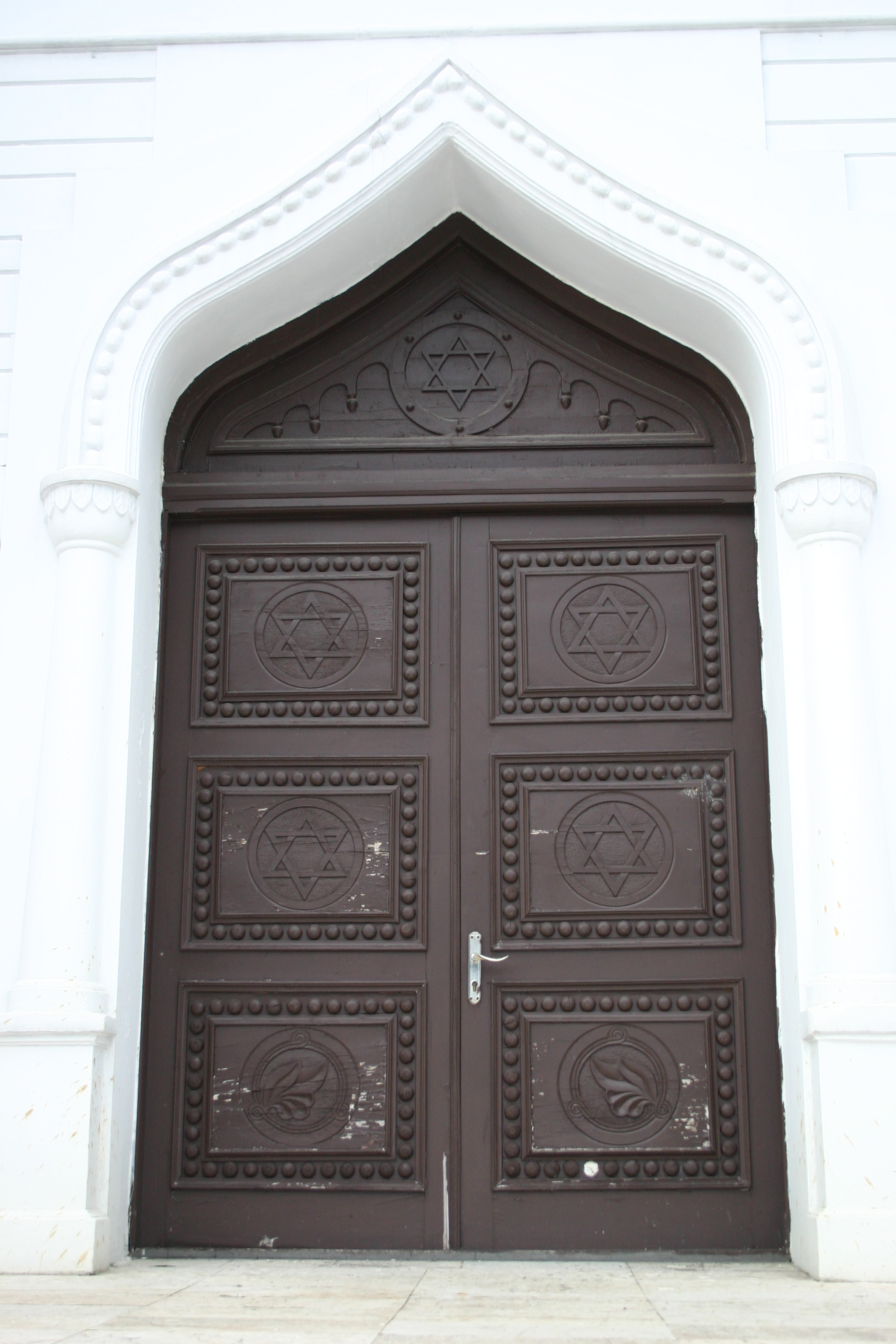
Entrada a la sinagoga
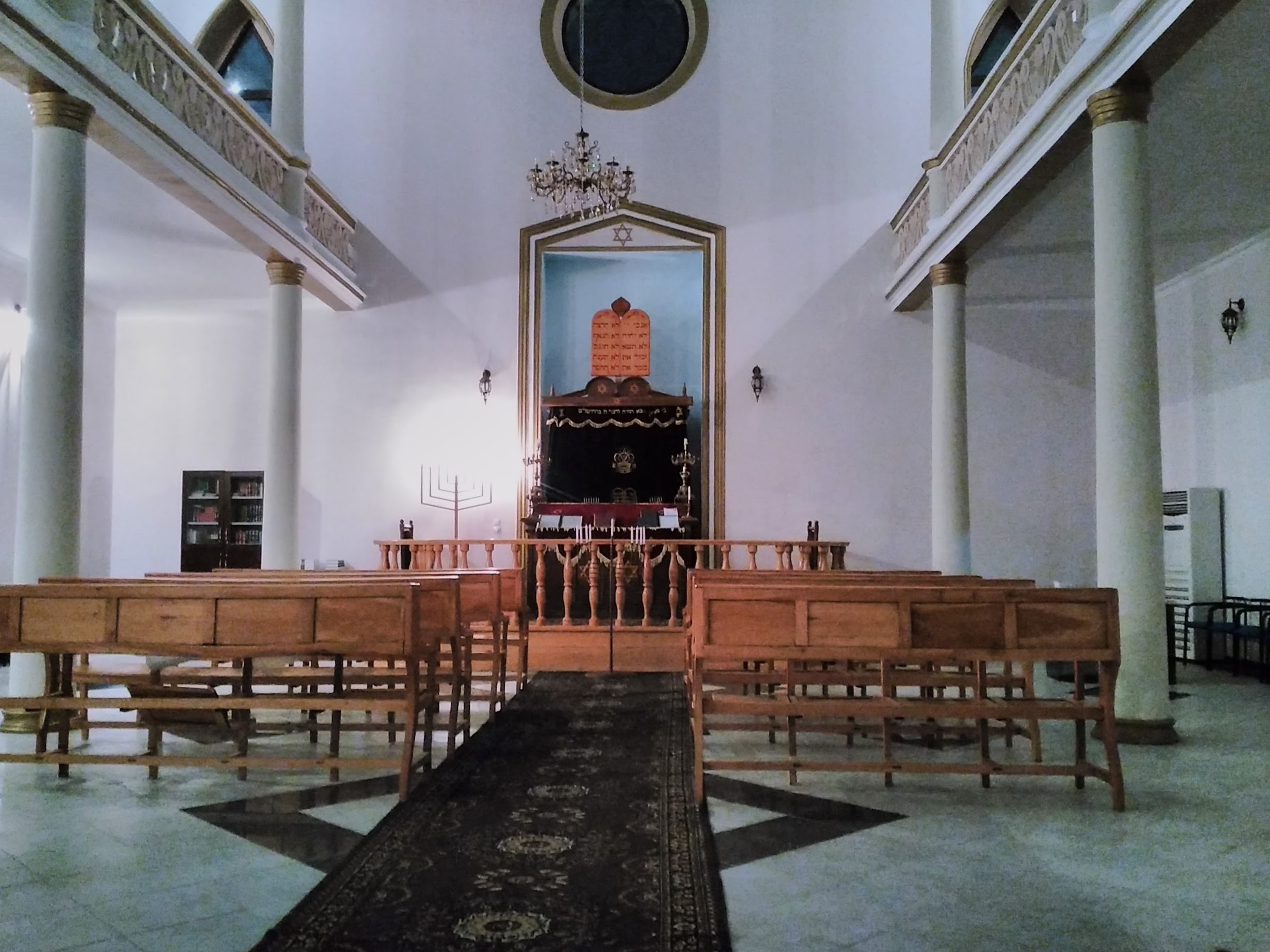
Interior de la sinagoga